# Wilhelm Stute
Wilhelm Stute (* 1919; † 15. März 2005 in Bielefeld) war ein deutscher Buchhändler und Fußballfunktionär.

## Leben
Der gelernte Textilkaufmann stieg nach dem Ende des Zweiten Weltkriegs in die Niemeyesche Buch- und Musikalienhandlung ein. Dort leitete er die Buchabteilung und machte sich im Jahre 1965 unter dem Firmennamen Gegner & Stute selbständig. Das Geschäft war in der Bielefelder Altstadt an der Niedernstraße. In den 1990er Jahren übergab er das Geschäft an seine Tochter, bevor die Buchhandlung im März 2008 schließen musste.
Im September 1969 wurde Wilhelm Stute Vereinspräsident von Arminia Bielefeld, nachdem er zuvor noch Vizepräsident war. Wie sein Vorgänger Hans Kastrup wollte Stute den Verein in die Bundesliga führen, war allerdings auch bereit, hierfür Risiken einzugehen. Zwei Monate später verpflichtete er Egon Piechaczek als Trainer, der die Bielefelder zum Aufstieg führte. Als die kaum verstärkte Mannschaft schnell in den Abstiegskampf verwickelt war, begann der Vorstand um Präsident Stute, gegnerische Mannschaften zu bestechen, um die nötigen Punkte für den Ligaerhalt zu erreichen. Die Verantwortlichen der Arminia waren der Ansicht, dass andere Vereine ebenfalls bestechen würden. Piechaczek hörte von dem von Frankfurter Torwart Peter Kunter, dass die Eintracht gar nicht so schnell siegen könne, wie die anderen schmieren würden.
Mit Hilfe des Bauunternehmers Rupert Schneider wurden die Bestechungsgelder finanziert. Stute wollte Schreiner sein Geld mit den Einnahmen aus dem Dauerkartenverkauf für die Saison 1971/72 zurückzahlen. Arminia gewann für 40.000 Mark beim FC Schalke 04 und für eine unbekannte Summe gegen den VfB Stuttgart. Am letzten Spieltag zahlten die Bielefelder 200.000 Mark an Hertha BSC sowie 40.000 Mark an Eintracht Braunschweig, damit diese Mannschaft gleichzeitig Arminias Konkurrenten Rot-Weiß Oberhausen besiegt. Bielefeld schaffte den Klassenerhalt. Einen Tag später deckte der Präsident der abgestiegenen Offenbacher Kickers Horst-Gregorio Canellas die Manipulationen auf. Stute wies die Vorwürfe zunächst zurück und wird mit den Worten „Eher lasse ich mir die Hand abhacken – wir haben nicht geschoben.“ zitiert. Erst als die Beweislast zu erdrückend wurde, legte Stute am 24. Oktober 1971 ein Geständnis ab und trat als Präsident zurück. Nach langwierigen Gerichtsverfahren wurde Stute schließlich freigesprochen, da er ohne Eigennutz gehandelt hatte, um den Verein vor dem Ruin zu retten.